# Purplewashing

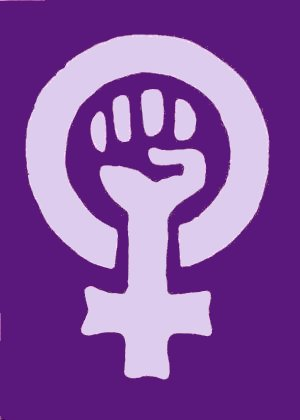
O violeta tem sido historicamente uma cor associada com o feminismo.

Purplewashing (lavagem lilás ou lavagem de imagem púrpura) é um empréstimo (do inglês purple, morado, e whitewash, branquear ou encobrir) para referir-se, no contexto feminista, à variedade de estratégias políticas e de marketing dirigidas à promoção de instituições, países, pessoas, produtos ou empresas apelando a seu compromisso com a igualdade de género.
A expressão é especialmente usada para referir à alegada  lavagem de imagem dos países ocidentais que, sem ter conseguido uma igualdade real entre homens e mulheres, escusam este déficit apontando que as mulheres de outros países ou culturas ainda têm piores condições de vida, referindo-se frequentemente aos de maioria muçulmana.
Geralmente utiliza-se este termo para denunciar o alegado uso sectário que se faz do feminismo para defender discursos ou políticas xenófobas e de promoção da islamofobia. Ademais, também utiliza-se para assinalar o componente paradoxalmente sexista que têm muitas destas acções ao aplicar-se unicamente em mulheres, como a proibição de vestir determinadas roupas ou a negação de certos serviços.
Para muitas ativistas feministas, ante a instrumentalização dos direitos das mulheres, a única resposta possível e libertadora para todas as minorias é a solidariedade interseccional entre os diferentes grupos oprimidos, como são as mulheres e as migrantes.